# A Cold-Blooded Epitaph
A Cold-Blooded Epitaph är en EP av det amerikanska death metal-bandet The Black Dahlia Murder, utgivet 2003 av skivbolaget Lovelost Records.
Låtarna "The Blackest Incarnation" och "Closed Casket Requiem" kom senare med på debutalbumet Unhallowed 2003.

## Låtlista
1. "The Blackest Incarnation" – 4:43
2. "Closed Casket Requiem" – 4:41
3. "Burning the Hive" – 4:00
4. "Paint it Black" (The Rolling Stones-cover) – 2:34

- Text och musik: The Black Dahlia Murder (spår 1–3), Mick Jagger/Keith Richards (spår 4)

## Medverkande
Musiker (The Black Dahlia Murder-medlemmar)
- Trevor Strnad – sång
- John Deering – gitarr
- Brian Eschbach – gitarr
- David Lock – basgitarr
- Cory Grady – trummor

Produktion
- Mike Hasty – producent, ljudtekniker
- John Strudel – omslagsdesign